# Love Dream (película)
Love Dream (titulada: Sueño de amor en Argentina, Mi novia es un genio en México y Su cuarto deseo en España) es una película italiana de drama, fantasía y romance de 1988, dirigida por Charles Finch, que a su vez la escribió, musicalizada por Danny B. Besquet, en la fotografía estuvo Luciano Tovoli y los protagonistas son Christopher Lambert, Diane Lane y Francesco Quinn, entre otros. El filme fue realizado por Gruppo Bema y Reteitalia; se estrenó el 28 de abril de 1988.

## Sinopsis
Una figura del rock que dejó de trabajar luego del fallecimiento de su hermano, descubre a una mujer genio en un jarrón. Ella intenta ayudarlo para que vuelva a su vida normal.